# Nazionale femminile di calcio dell'Angola
La nazionale di calcio femminile dell'Angola è la rappresentativa calcistica femminile internazionale dell'Angola, gestita dalla locale federazione calcistica (FAF).
In base alla classifica emessa dalla FIFA il 15 marzo 2024, la nazionale femminile occupa il 148º posto del FIFA/Coca-Cola Women's World Ranking.
Come membro della Confédération Africaine de Football (CAF), partecipa a vari tornei di calcio internazionali, come al Campionato mondiale FIFA, alla Coppa delle nazioni africane femminile, ai Giochi olimpici estivi, ai Giochi panafricani e ai tornei a invito. Oltre alla CAF, come le altre nazionali di calcio che rappresentano l'Angola negli incontri internazionali, è membro della Council of Southern Africa Football Associations (COSAFA), che raggruppa le federazioni dell'Africa meridionale.
Ha partecipato per due volte al campionato africano, arrivando in semifinale nell'edizione 1995.

## Storia
La nazionale angolana prese parte all'edizione 1995 del campionato africano; superati i quarti di finale per la rinuncia del Camerun, in semifinale venne eliminata dal Sudafrica. Dopo aver saltato le due edizioni successive, l'Angola conquistò l'accesso alla fase finale del campionato africano 2002 dopo aver battuto prima la Guinea Equatoriale e poi la RD del Congo dopo i tiri di rigore. Inserita nel gruppo B, la squadra angolana prima ottenne due pareggi contro Zimbabwe e Camerun, e poi perse contro il Sudafrica, concludendo il raggruppamento al terzo posto e venendo, così, eliminata dalla competizione. Nei vent'anni successivi l'Angola ha partecipato solamente a due fasi di qualificazione al campionato africano, tornando a giocarvi in occasione delle qualificazioni all'edizione 2022, dove venne eliminata al primo turno dal Botswana. Due anni dopo, una doppia sconfitta per 0-6 contro lo Zambia determinò la mancata qualificazione delle angolane al torneo 2024.

## Partecipazione ai tornei internazionali
Legenda: Grassetto: Risultato migliore, Corsivo: Mancate partecipazioni